# Canadian Deaf Theatre

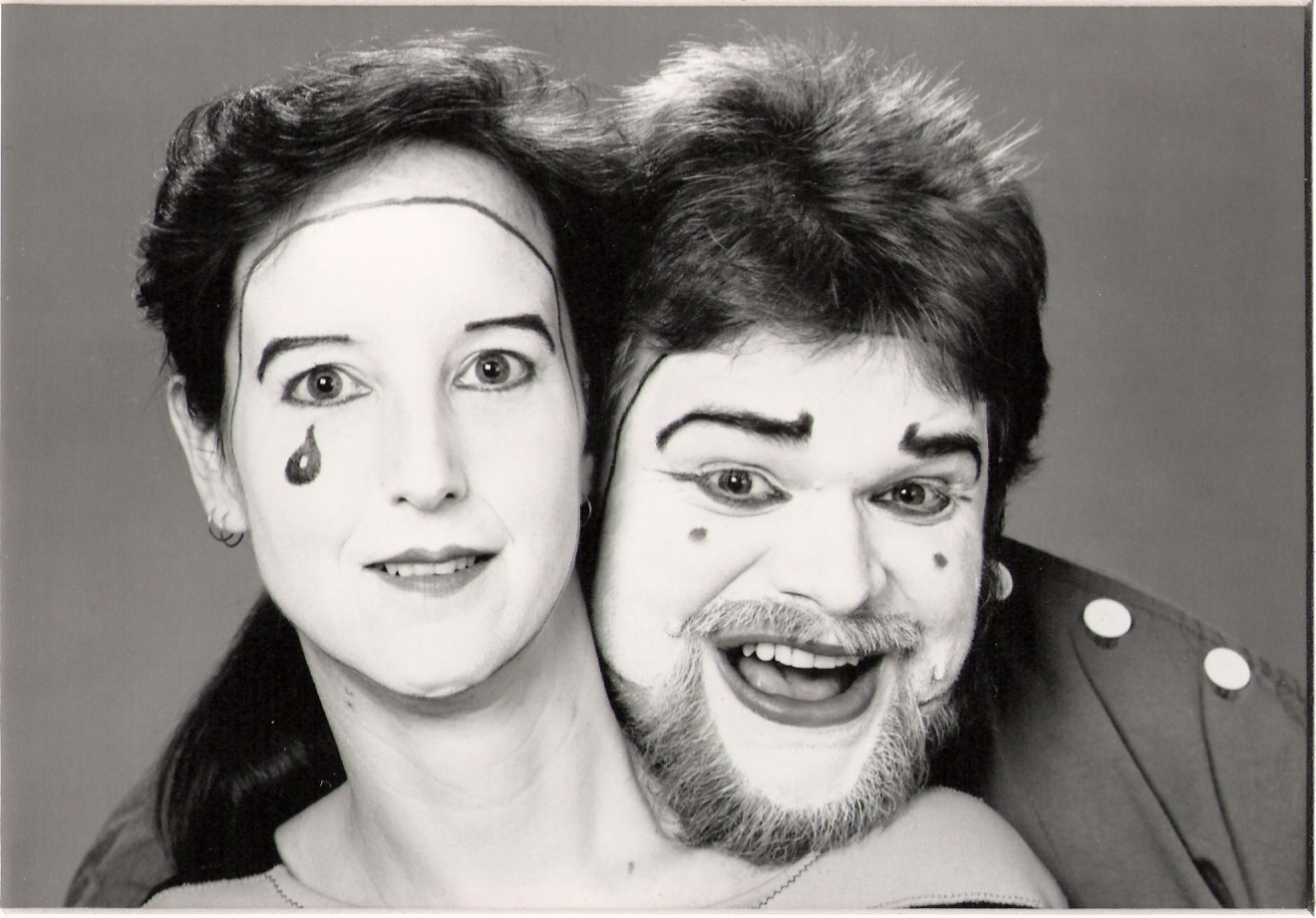
Image promotionnelle de 1988.

Le Canadian Deaf Theatre, aussi connu sous l'acronyme CDT, est une compagnie de théâtre sourd au Canada et l'unique compagnie anglophone tenue par des Sourds professionnels,. Sa philosophie est « Une croyance dans l'intérêt et la capacité naturelle inhérente des personnes sourdes à agir et à divertir à un niveau professionnel sérieux, et d'offrir quelque chose de différent du milieu théâtral traditionnel non sourd/muet ».
Le CDT a été fondé en 1989 par Lewis Hartland (né le 16 juin 1955), un ancien membre du Théâtre des Sourds du Canada. Il est basé à Cranbrook, en Colombie-Britannique. La soirée d'ouverture pour « Varieties », (Trad. :  variétés), la première production de la société, est donnée le 10 janvier, 1990. Les premières représentations mettent en vedette l'acteur Hartland et l'actrice Toni Miller, originaire de Prince George, Colombie-Britannique, qui est ensuite remplacée par la femme de Hartland, elle-même sourde, Constance Alice (née Harrison).